# Santi Teresa e Giovanni della Croce dei Carmelitani

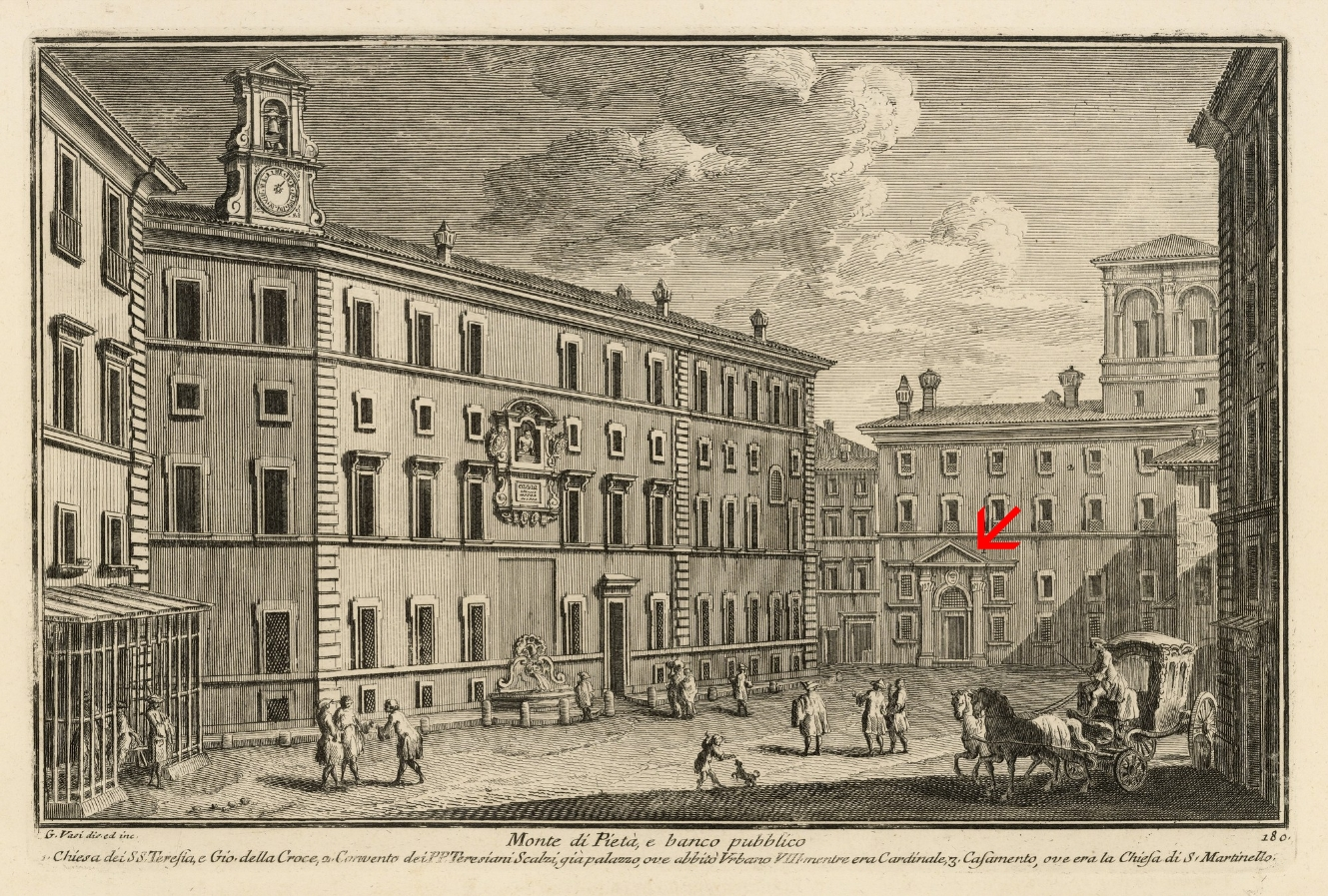
Gravura de Giuseppe Vasi (1759). A igreja ficava no local indicado pela seta, no Palazzo Barberini ai Giubbonari. À esquerda, o Palazzo del Monte di Pietà.

Santi Teresa e Giovanni della Croce dei Carmelitani era uma igreja de Roma que ficava localizada na Piazza del Monte di Pietà, no rione Regola. Era dedicada a Santa Teresa de Ávila e a São João da Cruz, fundadores da ordem dos carmelitas descalços.

## História
O cardeal Maffeo Barberini, mais tarde papa Urbano VIII, construiu um grande palácio na Via Giubbonari no século XVII, conhecido como Palazzo Barberini ai Giubbonari. Em 1630, o palácio passou para Taddeo Barberini que, entre outras decisões, construiu um grande vestíbulo com doze colunas em granito oriental. O palácio permaneceu na família Barberini até 1734, quando foi vendido para servir como cúria geral da ordem dos Carmelitas Descalços. Eles converteram o vestíbulo numa igreja e a consagraram a Santa Teresa e São João da Cruz. Já em 1759, os irmãos mudaram a cúria para o Palazzo Rocci, na Via di Monserrato, um local menor e mais barato de manter. O antigo palácio foi adquirido pelo Monte di Pietà, que autorizou a desconsagração e posterior demolição da igreja. Em compensação, a pequena igreja de Santa Teresa a Monserrato foi erigida ao lado da nova sede. Pinturas de Gaspare Serinari e Giuseppe Peroni e uma cópia de uma pintura de Carlo Maratta foram transferidas para a nova igreja.

## Descrição

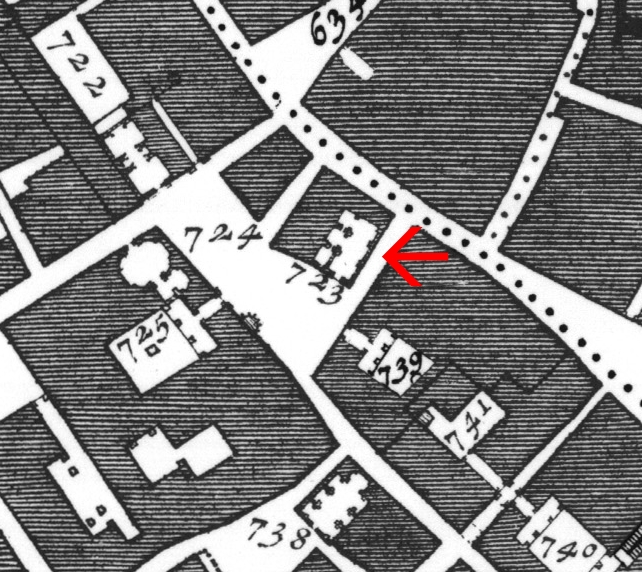
Detalhe do Mapa de Nolli (1748). Estão presentes neste mapa ainda a igreja de San Martino ai Pelamantelli (723), o Palazzo del Monte di Pietà (724) e a capela da Trinità al Monte di Pietà (725).

A entrada principal a parti da praça levava a um salão transverso quase quadrado. Um outro salão de mesmo tamanho ficava depois de um portal com arco duplo assentado sobre dois pares de pilastras e, a partir dali, se chegava ao pátio do palácio. A igreja era formada pelos dois salões. A fachada do palácio, com seu grande portal, é original, mas não é muito importante artisticamente. Não há nenhum outro vestígio da igreja que ficava no local.